# Little Bighorn
Il Little Bighorn è un fiume degli Stati Uniti d'America,  affluente del Bighorn. Entrambi i corsi d'acqua prendono il nome dall'omonima pecora delle Montagne Rocciose.

## Decorso
Il Little Bighorn nasce nell'estremo nord del Wyoming, lungo il versante nord delle Bighorn Mountains. Scorre quindi in direzione nord fin nel Montana, attraversando la riserva dei nativi americani dei Crow fin oltre la città di Crow Agency, confluendo infine nel Bighorn nei pressi della città di Hardin.

## Rilevanza storica
Pur non essendo un grande fiume, è universalmente conosciuto perché nei pressi, il 25 giugno 1876, venne combattuta, fra i nativi Lakota-Cheyenne ed il 7º Cavalleggeri dell'esercito statunitense comandato dal tenente colonnello George Armstrong Custer, la storica battaglia che vide la schiacciante vittoria dei nativi americani.
Il sito della battaglia, che è oggi un'area protetta denominata "Monumento Nazionale della Battaglia del Little Bighorn", si trova a circa 8 km a sud di Crow Agency, sulla sponda orientale del fiume.